# Кубок Дэвиса 2020/2021
Кубок Дэвиса 2020/2021 (англ. 2020/21 Davis Cup) — 109-й по счёту турнир теннисного Кубка Дэвиса, прошедший в столице Испании Мадриде в период с 6 марта 2020 по 5 декабря 2021 года. Победителем турнира в третий раз в истории стала сборная России, обыгравшая команду Хорватии со счётом 2:0.

## Общая информация
Финальный этап Кубка Дэвиса был перенесён на 2021 год в связи с ограничениями, вызванными пандемией коронавируса. В матче за трофей встретились команды России и Хорватии. Итоговый счёт матча составил 2:0 в пользу россиян, победное очко команде принёс Даниил Медведев, победив в двух сетах Марина Чилича. Эта победа стала для сборной России третьей в Кубке Дэвиса после турниров 2002 и 2006 годов.